# Галогенопохідні вуглеводнів
Галогенопохідними вуглеводнями називають сполуки, які можна розглядати як продукти заміщення одного або декількох атомів водню в молекулі вуглеводню атомами галогенів. Прикладами сполук цього класу можуть служить хлороформ, чотирихлористий вуглець та інші речовини.

## Фізичні властивості
Фізичні властивості залежать від вуглеводню, галогену та кількості атомів галогену.
Нижчі представники — гази або рідини, вищі — рідини або кристалічні речовини. Температура кипіння збільшується зі збільшенням довжини вулеводню та кількості атомів галогенів при однакових галогенах, та зі збільшенням атомної маси галогену при однакових вуглеводнях. Винятками є фторпохідні вуглеводнів, бо зі збільшенням кількості атомів фтору температура кипіння зменшується.
| Назва                        | Формула                                | Температура плавлення, °C | Температура кипіння, °C | Відносна густина |
| ---------------------------- | -------------------------------------- | ------------------------- | ----------------------- | ---------------- |
| Фторметан                    | {\displaystyle {\ce {CH3F}}}           | -141,8                    | -78,6                   | 0,877 (-79 °C)   |
| Хлорметан                    | {\displaystyle {\ce {CH3Cl}}}          | -141,8                    | -24,2                   | 0,991 (-25 °C)   |
| Бромметан                    | {\displaystyle {\ce {CH3Br}}}          | -93,6                     | 3,6                     | 1,732 (0 °C)     |
| Йодметан                     | {\displaystyle {\ce {CH3I}}}           | -66,1                     | 42,5                    | 2,279 (20 °C)    |
| Фторетан                     | {\displaystyle {\ce {CH3-CH2F}}}       | -143,2                    | -37,7                   | 0,816 (-37 °C)   |
| Хлоретан                     | {\displaystyle {\ce {CH3-CH2Cl}}}      | -138,7                    | 12,2                    | 0,921 (0 °C)     |
| Бромметан                    | {\displaystyle {\ce {CH3-CH2Br}}}      | -119                      | 38,2                    | 1,43 (20 °C)     |
| Йодетан                      | {\displaystyle {\ce {CH3-CH2I}}}       | -108,5                    | 72,2                    | 1,993 (20 °C)    |
| 1-Хлорпропан                 | {\displaystyle {\ce {CH3-CH2-CH2Cl}}}  | -122,8                    | 47,2                    | 0,892 (20 °C)    |
| 3-Хлорпропен                 | {\displaystyle {\ce {CH2=CH-CH2Cl}}}   | -136,4                    | 44,6                    | 0,938 (20 °C)    |
| 3-Хлорпропін                 | {\displaystyle {\ce {CH#C-CH2Cl}}}     | -                         | 65                      | 1,045 (20 °C)    |
| Хлортолуол                   | {\displaystyle {\ce {C6H5-CH2Cl}}}     | -48,0                     | 179,3                   | 1,103 (20 °C)    |
| Дифторметан                  | {\displaystyle {\ce {CH2F2}}}          | -                         | -51,6                   | -                |
| Дихлорметан                  | {\displaystyle {\ce {CH2Cl2}}}         | -96.7                     | 40,1                    | 1,326 (20 °C)    |
| Дийодметан                   | {\displaystyle {\ce {CH2I2}}}          | 5,0                       | 180                     | 3,325 (20 °C)    |
| Трифторметан                 | {\displaystyle {\ce {CHF3}}}           | -163                      | -82,2                   | -                |
| Трихлорметан (хлороформ)     | {\displaystyle {\ce {CHCl3}}}          | 63,5                      | 61,5                    | 1,488 (20 °C)    |
| Трийодметан (йодоформ)       | {\displaystyle {\ce {CHI3}}}           | 119                       | 210                     | 4,008 (20 °C)    |
| Тетрафторметан               | {\displaystyle {\ce {CF4}}}            | -184                      | -128                    | 1,96 (-184 °C)   |
| Тетрахлорметан               | {\displaystyle {\ce {CCl4}}}           | -22,8                     | 76,8                    | 1,595 (20 °C)    |
| Хлоретилен (Хлористий вініл) | {\displaystyle {\ce {CH2=CHCl}}}       | -153,8                    | -13,8                   | 0,973 (-15 °C)   |
| Брометилен                   | {\displaystyle {\ce {CH2=CHBr}}}       | -137,8                    | 15,8                    | 1,5286 (11 °C)   |
| Трихлоретилен                | {\displaystyle {\ce {Cl2C=CHCl}}}      | -86,4                     | 87,2                    | 1,465 (20 °C)    |
| 2-хлорбута1,3-дієн           | {\displaystyle {\ce {CH2=CCl-CH=CH2}}} | -                         | 59,4                    | 0,9585 (20 °C)   |
| Хлорбензен                   | {\displaystyle {\ce {C6H5Cl}}}         | -45,6                     | 131,7                   | 1,1063 (20 °C)   |
| Бромбензен                   | {\displaystyle {\ce {C6H5Br}}}         | -30,6                     | 156                     | 1,495 (20 °C)    |
| Йодбензен                    | {\displaystyle {\ce {C6H5I}}}          | -31,3                     | 188,4                   | 0,832 (20 °C)    |
| Орто-дихлорбензен            | {\displaystyle {\ce {C6H4Cl2}}}        | -17,5                     | 182                     | 1,305 (20 °C)    |
| Пара-дихлорбензен            | {\displaystyle {\ce {C6H4Cl2}}}        | 53                        | 173                     | 1,458 (20 °C)    |

Часто мають солодкий запах.
Не розчиняються у воді, але розчиняються в органічних розчинниках. Деякі рідкі галогенпохідні вуглеводнів самі є розчинником для органічних сполук.

## Хімічні властивості
В залежності від гібридизації атому вуглецю, з яким утворює зв'язок галоген, галогенпохідні вуглеводнів поділяють на: — галогеналкани (Hal-C(sp3)), наприклад, йодометан CH3I, галогеналкени (Hal-C(sp2)), наприклад, вінілхлорид CH2=CHCl, галогеналкіни (Hal-C(sp)), наприклад, йодацетилен HCCI — арилгалогеніди (Hal-C(ароматичний)), наприклад, хлорбензен, PhCl

### Будова

#### Зв'язок C-Hal
Хімічні властивості сильно залежать від зв'язку вуглецю з галогеном.
Оскільки у галогенів та вуглецю різна електронегативність, цей зв'язок є полярним та схильним до гетеролітичного розриву. Усі зв'язки {\displaystyle {\ce {C-Hal}}}, окрім {\displaystyle {\ce {C-F}}}, є менш міцними, ніж {\displaystyle {\ce {C-H}}}.
На полярність зв'язку також впливає вуглеводневий радикал. Найбільш полярними є сполуки з аллінільною групою {\displaystyle {\ce {R-CH=CH-CH2-Hal}}}, далі йде {\displaystyle {\ce {Ar-CH2-Hal}}}.
| Зв'язок                      | Енергія зв'язку, кДж/моль | Довжина зв'язку, нм | Ковалентний радіус галогену, нм |
| ---------------------------- | ------------------------- | ------------------- | ------------------------------- |
| {\displaystyle {\ce {C-F}}}  | 443                       | 0,141               | 0,06                            |
| {\displaystyle {\ce {C-Cl}}} | 328                       | 0, 176              | 0,099                           |
| {\displaystyle {\ce {C-Br}}} | 279                       | 0,191               | 0,114                           |
| {\displaystyle {\ce {C-I}}}  | 240                       | 0,21                | 0,136                           |

Найменш полярним та найбільш міцним є зв'язок {\displaystyle {\ce {R-C#C-Hal}}} через високу електронегативність атома вуглецю у sp-гібридізації.

#### Ізомерія

##### R, S-ізомерія
Якщо в галогенпохідному вуглеводні міститься один або більше хіральних атомів вуглецю, у цієї сполуки є оптичні ізомери.
Для позначення цих ізомерів використовують R, S-номенклатуру: спочатку треба зрозуміти, який замісник є старшим. Старшим вважається той замісник, у якого більший атомний номер елемента, з'єднаного з хіральним атомом. Якщо вони однакові, старшим вважається той, у кого більше атомний номер у другому, третьому шарі. Наприклад, {\displaystyle {\ce {C2H5}}} старший за {\displaystyle {\ce {CH3}}}, бо в нього у другому шарі атом вуглецю. Якщо є подвійні зв'язки, то вважається, що там є ще один атом того елементу. Наприклад, вважається, що в групі {\displaystyle {\ce {-CH=O}}} є два атоми кисню.
Далі треба подивитися по осі зв'язку С-молодший замісник (зазвичай це зв'язок С-Н) з протилежного від молодшого замісника боку (тобто так, щоб атом вуглецю закривав замісник). Буде видно три замісники. Якщо вони стоять в порядку від старшого до молодшого за годинниковою стрілкою, то це R-ізомер, а якщо проти годинникової — S-ізомер.
Але може бути й так, що є декілька хіральних атомів вуглецю. Тоді у молекули є більше двох ізомерів. Наприклад, у 2,3-дибромпентана (два хіральних атома) є 4 ізомери: R,R; S, S; S, R; R, S. Пари R, R та S, S, а також R, S та S, R є оптичними антиподами. Інші пари (R, R та R, S, S, S та S, R та інші) не є антиподами. Вони є стереоізомерами, або діастереомерами. Діастереомери відрізняються фізичними, а інколи й хімічними, властивостями.

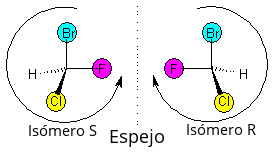
R та S-ізомери бромфторхлорметану

##### Ізомери галогенаренів

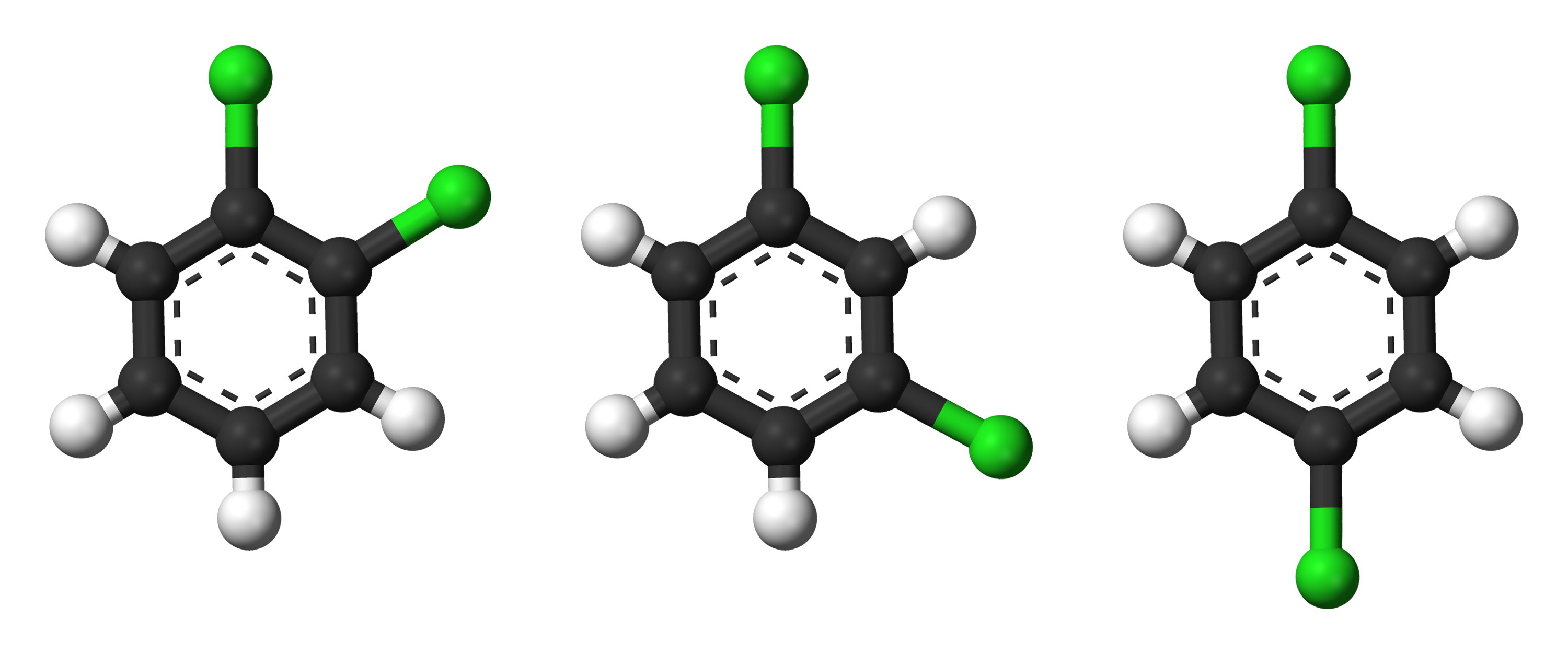
Орто-, мета-, та пара-ізомери дихлорбензену

У галогенарену є ізомери, якщо там є два або більше атомів галогену. Якщо є два атоми галогену, вони можуть бути у трьох різних положеннях відносно одне одного: орто-, мета- та пара-положення. Якщо замісники прикріплені до двох сусідніх атомів вуглецю, то це — орто-ізомер, якщо між ними є один атом вуглецю — мета-, а якщо два — пара-. Такі ізомери можуть відрізнятися фізичними властивостями. Наприклад, температура плавлення орто-дихлорбензену -17,5 °С, а пара-дихлорбензену — 53 °С.

### Реакції нуклеофільного заміщення
В результаті реакцій нуклеофільного заміщення нуклеофіл замінює галоген:
{\displaystyle {\ce {C:Hal + Nu- -> C:Nu + Hal-}}}
Щоб ця реакція відбувалася, потрібно, що аніон галогену був стабільніший за нуклеофіл. Стабільність аніонів збільшується зі збільшенням періоду галогену. Тому найбільш хімічно активними є йодпохідні вуглеводнів.

#### З атомом карбону у sp3-гібридізації
У реакції нуклеофільного заміщення вступають переважно галогенпохідні вуглеводнів, в яких атом вуглецю, з'єднаний з галогеном, знаходиться у sp3-гібридізації.
Вступають у реакцію із основами з утворенням спиртів:
{\displaystyle {\ce {R-Hal + KOH -> R-OH + KHal}}}
Із сульфідами або сірководнем утворюють тіоли:
{\displaystyle {\ce {R-Hal + NaSH->[ROH]R-SH + NaHal}}}
{\displaystyle {\ce {R-Hal + H2S -> R-SH + HHal}}}
Найактивніші представники можуть взаємодіяти навіть із водою:
{\displaystyle {\ce {R-CH=CH-CH2-Hal + H2O -> R-CH=CH-CH2-OH + HHal}}}
Взаємодіють з алкоголятами з утворенням простих ефірів:
{\displaystyle {\ce {R-Cl + R-ONa -> R-O-R + NaCl}}}
Аналогічно утворюють тіоетери:
{\displaystyle {\ce {R-Hal + R-SNa ->[ROH] R-S-R + NaHal}}}
{\displaystyle {\ce {R-Hal + R-SH ->[ROH] R-S-R + HHal}}}
{\displaystyle {\ce {2R-Hal + Na2S -> 2NaHal + R-S-R}}}
А при взаємодії з тіоетерами утворюють сульфонієві солі:
{\displaystyle {\ce {R-Hal + R-S-R -> [SR3]+ + Hal-}}}
Із солями карбонових кислот утворюють естери:
{\displaystyle {\ce {R-Hal + R-C(O)-ONa -> R-C(O)-O-R + NaHal}}}
Вступають у реакцію з аміаком з утворенням первинних амінів:
{\displaystyle {\ce {R-Hal + NH3 -> R-NH2 + HHal}}}
Далі ці первинні аміни вступають у реакцію з утворенням вторенних і третинних амінів та четвертинних амонієвих солей:
{\displaystyle {\ce {R-Hal + R-NH2 -> R-NH-R + HHal}}}
{\displaystyle {\ce {R-Hal + R2NH -> R3N + HHal}}}
{\displaystyle {\ce {RHal + R3N -> [R4N]+ + Hal-}}}
Потім ця суміш амінів взаємодіє з галогеноводневими кислотами, що утворилися, з утворенням солей:
{\displaystyle {\ce {RNH2 + HHal -> [RNH3]+ + Hal-}}}
Також утворюють нітросполуки:
{\displaystyle {\ce {R-Hal + NaNO2 -> R-NO2 + NaHal}}}
Щоб отримати чистіші нітросполуки, використовують AgNO2, бо галогеніди срібла нерозчинні:
{\displaystyle {\ce {R-Hal + AgNO2 -> R-NO2 + AgHal v}}}
При взаємодії з ціанідом натрію утворюють органічні ціаніди:
{\displaystyle {\ce {R-Hal + Na-C#N -> R-C#N + NaHal}}}
Потім група {\displaystyle {\ce {C#N}}} може бути перетворена у карбонільну або аміногрупу:
{\displaystyle {\ce {R-C#N + 2H2O -> R-C(O)-OH + NH3}}}
{\displaystyle {\ce {R-C#N + 2H2 -> R-CH2-H2N}}}

#### З атомом вуглецю у sp2-гібридізації
Оскільки електронегативність атома вуглецю у sp2-гібридізації вища, ніж в sp3-гібридізації, зв'язок C-Hal є менш полярним та більш міцним. Через це галогенпохідні вуглеводнів з атомом вуглецю у sp2-гібридізації важче вступають у реакції нуклеофільного заміщення.
При звичайній температурі галогеналкени майже не вступають у ці реакції, а якщо їх нагріти — буде йти багато побічних реакцій.
Серед таких сполук реагують переважно галогенарени при температурі вище 200 °С з міддю та солями міді(I). При цьому ароматичне кільце залишається стабільним:
{\displaystyle {\ce {Ar-Hal + {:}Nu- ->[t = 200-300, Cu] Ar-Nu + Hal-}}}
Можна використовувати солі міді(I) з потрібним аніоном:
{\displaystyle {\ce {Ar-Hal + Cu+Nu- ->[t] Ar-Nu + Cu+Hal-}}}
Для отримання фенолу можна використати гідроксид натрію:
{\displaystyle {\ce {Ar-Cl + NaOH ->[t=200-300] Ar-OH + NaCl}}}

### Реакції з металами
Галогенпохідні вуглеводнів реагують з магнієм:
{\displaystyle {\ce {R-CH2-Hal + Mg ->[R-O-R] R-CH2-Mg-Hal}}}
Галогенпохідні вуглеводнів зі зв'язком C(sp2)-Hal реагують з магнієм тільки в розчині тетрагідрофурану.
Також реагують з натрієм з утворенням алканів:
{\displaystyle {\ce {2R-Hal + 2Na -> 2NaHal + R-R}}}
Взаємодія з натрієм відбувається поетапно:
1. Спочатку атом натрію віддає електрон галогенпохідному вуглеводню, який потім може перейти до галогену:
{\displaystyle {\ce {R-CH2-Hal + {.}Na -> [R-CH2Hal]- Na+ <=> R-CH2{.}+ Na+Hal-}}}
2. Потім до цього радикалу приєднується інший атом натрію, утворюючи поляризовану натрійорганічну сполуку:
{\displaystyle {\ce {R-CH2{.}+ {.}Na -> R-CH2Na}}}
Далі ця поляризована сполука зустрічає нову молекулу галогенпохідного вуглеводню, теж поляризовану. Позитивний натрій з'єднується з негативним галогеном, а радикали, що залишилися, утворюють алкан:
{\displaystyle {\ce {R-CH2Na + R-CH2Hal -> R-CH2- + Na+ + Hal- + R-CH2+ -> R-CH2-CH2-R + Na+Hal-}}}

### Заміщення галогену воднем
Галогенпохідні вуглеводнів зі зв'язком C(sp3)-Hal можуть вступати у реакцію з йодоводневою кислотою із заміщенням атома галогену на атом водню:
{\displaystyle {\ce {R-CH2-Hal + 2HI ->[t] R-CH3 + HHal + I2}}}
Галогенпохідні вуглеводнів зі зв'язком C(sp2)-Hal у такі реакції, як і у реакції нуклеофільного заміщення, вступають важче.

### Реакції дегідрогалогенізації
Реакції дегідрогалогенізації — це реакції, при яких від галогенпохідних вуглеводнів відривається одночасно атом галогену й атом водню.
Якщо галоген прикріплений до атома вуглецю з номером 1, то реакція може пройти у трьох варіантах: α-дегідрогенізація (відривається атом водню від першого атому вуглецю), β-дегідрогалогенізація (від другого), а також γ-дегідрогалогенізація (від третього).
При α-дегідрогалогенізації утворюється нестабільний карбен:
{\displaystyle {\ce {R-C(R)H-C(R)H-C(R)HHal -> R-C(R)H-C(R)H-CR + HHal}}}
При β-дегідрогалогенізації утворюється алкен:
{\displaystyle {\ce {R-C(R)H-C(R)H-C(R)HHal -> R-C(R)H-C(R)=C(R)H + HHal}}}
А при γ-дегідрогалогенізації утворюється цикл:
{\displaystyle {\ce {R-C(R)H-C(R)H-C(R)HHal -> R2C(CRH)2 + HHal}}}
При α- та γ-дегідрогалогенізації утворюються нестабільні сполуки. Також третій атом вуглецю не такий активний, бо розташований далеко від галогену. Тому найбільш розповсюдженими є реакції β-дегідрогалогенізації.
Реакції протікають у спиртових розчинах лугів, бо галогеноводень, що вивільнюється, нейтралізує луг:
{\displaystyle {\ce {R-C(R)H-C(R)HHal + KOH ->[C2H5OH]R-C(R)=C(R)H + KHal + H2O}}}
При дегідрогалогенізації дигалогеналканів утворюються галогеналкени:
{\displaystyle {\ce {R-CHHal-CHHal-R + KOH ->[C2H5OH, t]R-CH=CHal-R + KHal + H2O}}}
Аналогічно з дигалогеналкенів утворюються галогеналкіни:
{\displaystyle {\ce {R-CHal=CHHal + KOH->[t]R-C#CHal + KHal + H2O}}}
{\displaystyle {\ce {R-CH=CHal2 + KOH->R-C#CHal + KHal + H2O}}}
Галогеналкіни також можна отримати дегідрогалогенізацією тетрагалогеналканів:
{\displaystyle {\ce {CHHal2-CHHal2 + 2KOH ->[t]CHal#CHal + 2KHal + 2H2O}}}

## Отримання

### Пряме галогенування
Можна отримати галогенуванням алканів та аренів. Ця реакція підходить для отримання хлор- та бромпохідних вуглеводнів:
{\displaystyle {\ce {R-H + Hal2 -> R-Hal + HHal}}}
{\displaystyle {\ce {Ar-H + Hal2 -> Ar-Hal + HHal}}}
Для хлорування потрібна висока температура або ультрафіолетове випромінювання. Еквімолярна суміш хлору та алкану може вибухати, тому цю реакцію проводять з надлишком алкану. Для бромування потрібна і температура, і ультрафіолетове випромінювання. Бромування для метану та етану малохарактерно.
Але ці способи не дуже добрі, оскільки утворюється суміш моно-, ди-, полізаміщених похідних.
Для отримання фторпохідних вуглеводнів використовують фторування бром- та хлорпохідних за допомогою фториду срібла, кобальту або мангану:
{\displaystyle {\ce {R-Br + AgF -> R-F + AgCl}}}
Ця реакція йде дуже енергійно та з вибухом. В результаті цієї реакції утворюються перфторалкани.

### Приєднання
Ще можна отримати галогенуванням алкенів та алкінів:
{\displaystyle {\ce {R-CH=CH-R + Hal2 -> R-CHHal-CHHal-R}}}
{\displaystyle {\ce {R-C#C-R + Hal2 -> R-CHal=CHal-R}}}
Такі реакції добре йдуть, якщо галоген — це хлор, бром або йод.
Можна отримати гідрогалогенуванням алкенів та алкінів:
{\displaystyle {\ce {R-CH=CH-R + HHal -> R-CHHal-CH2-R}}}
Зазвичай розчин HF не дає добрих результатів. Це пов'язано з низькою нуклеофільністю іона CF2-, який утворюється у цих розчинах. Тому краще використовувати безводний фтороводень.

### Заміщення
Також можна отримати галогенуванням альдегідів, кетонів, або карбонових кислот :
{\displaystyle {\ce {R2CO + PCl5 -> R2CCl2 + Cl3PO}}}
{\displaystyle {\ce {R-C(O)H + PCl5 -> R-CCl2-H +Cl3PO}}}
{\displaystyle {\ce {R-C(O)-OH + PCl5 -> R-C(O)-Cl + PCl4OH -> R-CCl3 + PClOOH}}}
Найбільш розповсюджений лабораторний спосіб — заміщення гідроксильної групи на атом галогену:
{\displaystyle {\ce {R-OH + HHal -> R-Hal + H2O}}}
Для отримання хлоралканів краще використовувати {\displaystyle {\ce {SOCl2}}}:
{\displaystyle {\ce {R-OH + SOCl2 -> R-Cl + HCl + SO2}}}
Ще можна отримати із солей карбонових кислот:
{\displaystyle {\ce {R-C(O)-OAg + Br2 -> R-Br + CO2 + AgBr v}}}

### Галогенметилування
Щоб отримати галогенпохідні аренів з галогеном у боковому ланцюзі, арени можна галогенметилувати :
{\displaystyle {\ce {Ar-H + HHal + H2C=O ->[ZnCl2, t] Ar-H2C-Hal + H2O}}}
Ця реакція відбувається поетапно:
1. Спочатку утворюється гідроксиметил-катіон, спирт, який може з'єднатися з галогеном, утворюючи хлорметиловий спирт
{\displaystyle {\ce {H2C+=O- + H+Hal- <=> H2COH+ + Hal- <=> H2CHal-OH}}}
2. Далі він з'єднується з ареном:
{\displaystyle {\ce {Ar-H + H2CHal-OH -> Ar-CH2-Hal + H2O}}}

### Інші методи
Ненасичені галогенпохідні вуглеводнів можна отримати за допомогою реакцій дегідрогалогенізації (див. Реакції дегідрогалогенізації).

## Представники
Дихлорметан — CH2Cl2 рідина з температурою кипіння 40,1 °С. Застосовується як розчинник.
Хлороформ CHCl3 (або трихлорметан) — рідина, що кипить при 61,5 °C; застосовувалася для наркозу при хірургічних операціях.
Йодоформ CHI3 — кристалічна речовина жовного кольору, що плавиться при 119 °С. Має антисептичну дію.
Чотирихлористий вуглець CCl4 — важка негорюча рідина (темп. кип. 76,8 °C); застосовується як розчинник при витяганні жирів і масел з рослин; як важка рідина для фракційних аналізів мінеральної сировини тощо.
Дифтордихлорметан CF2Cl2 (фреон) — газ, що конденсується при мінус 29,8 °C. Фреон не отруйний, не реагує при звичайній температурі з металами; при випаровуванні його поглинається велика кількість тепла. Застосовується в холодильних машинах.
Тетрафторетилен — безбарвний газ. Його отримують за допомогою піролізу фреона-22 CHF2Cl. З нього отримують фторопласт.
Хлоретан CH3-CH2Cl — газ, що легко зріджується. У рідкому вигляді застосовується для анестезії. При інгаляційному введенні має наркотичну дію.
Хлористий вініл СН2=CHCl — похідна етилену. Безбарвний газ, що легко полімеризується в пластичну масу, так званий полівінілхлорид (—СН2 — CHCl—), дуже стійку до дії кислот і лугів.
Полівінілхлорид широко використовується для футерування труб і реакторів в хімічній промисловості. Він застосовується також для ізоляції електричних дротів, виготовлення штучної шкіри, лінолеуму, прозорих портативних плащів і т. д.
Хлоруванням полівінілхлориду одержують перхлорвінілову смолу, з якої виготовляють хімічно стійке волокно хлорин.